# Park Narodowy „Zigalga”
Park Narodowy „Zigalga” (ros. Национальный парк «Зигальга») – park narodowy w obwodzie czelabińskim w Rosji. Jego obszar wynosi 456,62 km². Park został utworzony dekretem rządu Federacji Rosyjskiej z dnia 18 listopada 2019 roku. Zarząd parku znajduje się w miejscowości Złatoust. 

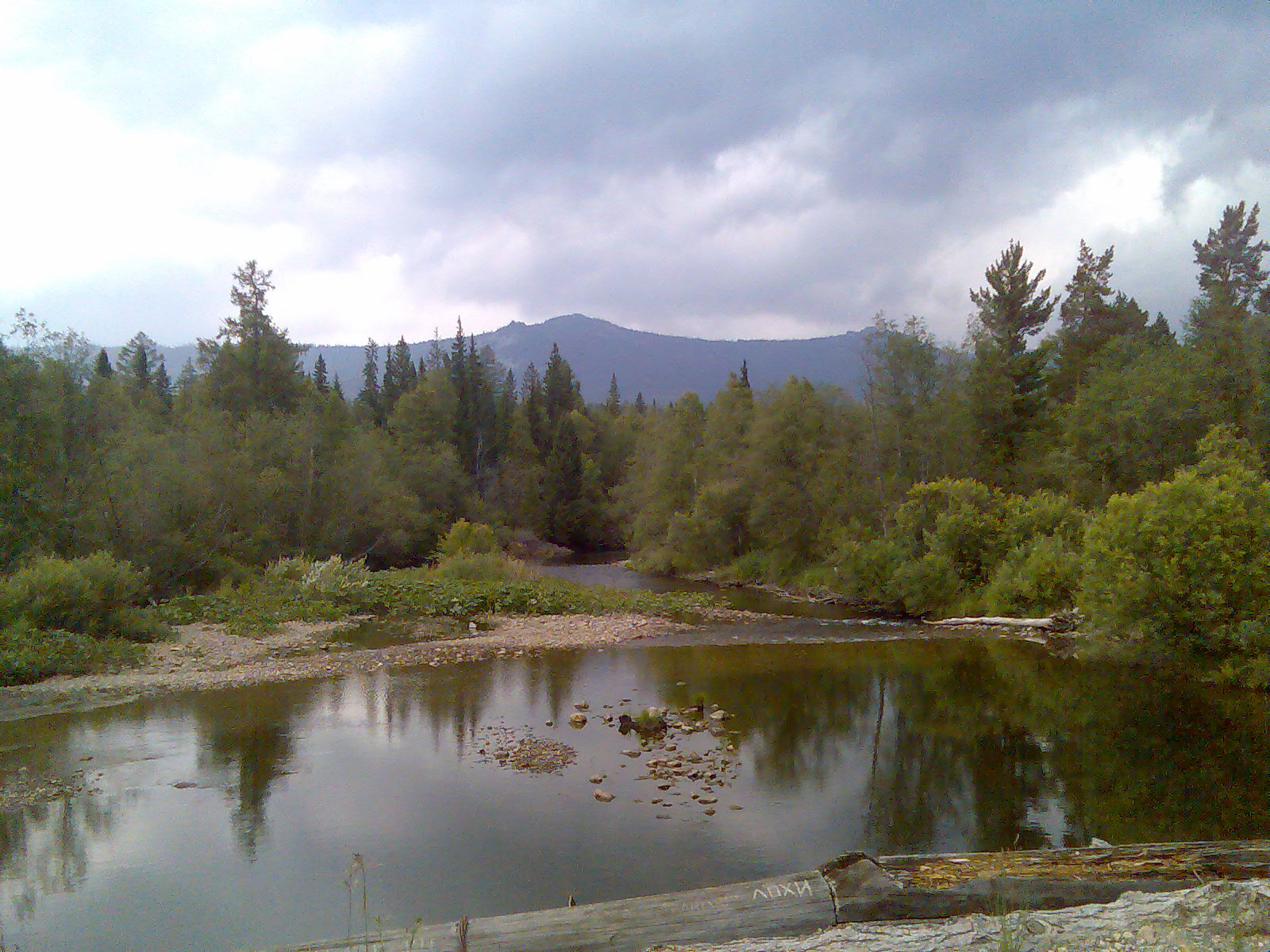
Widok znad rzeki Juriuzań

## Opis
Park obejmuje większą część pasma górskiego Zigalga, jednego z najwyższych i największych pasm Uralu Południowego. Celem utworzenia parku było zachowanie unikalnych kompleksów leśnych i tundrowych w dorzeczach rzek Juriuzań i Kutkurka, których zlewnią jest pasmo Zigalga.
Lasy zajmują podgórze i zbocza gór do wysokości 250–750 m n.p.m. Są to lasy jodłowo-świerkowe i świerkowo-jodłowe, w których rosną też brzozy i lipy syberyjskie. Częste są torfowiska, których pokrywa roślinna zawiera szereg gatunków borealnych, rzadkich dla Uralu Południowego. Powyżej 750 m n.p.m. lasy zastępuje pas łąk subalpejskich, a od wysokości 1000–1200 m n.p.m. zaczyna się tundra górska.
Terytorium parku zamieszkuje 55 gatunków ssaków, 13 gatunków płazów i gadów, 160 gatunków ptaków, około 17 gatunków ryb. Wiele z nich należy do gatunków zagrożonych wyginięciem.
Wśród kręgowców dominują gatunki charakterystyczne dla strefy leśnej Uralu Południowego, m.in. żyją tu: wiewiórka pospolita, zając bielak, kuna leśna, niedźwiedź brunatny, ryś euroazjatycki, sarna europejska, głuszec zwyczajny, cietrzew zwyczajny, jarząbek zwyczajny, bocian czarny, kos, puszczyk uralski, słonka zwyczajna i dzięcioł czarny.
Klimat charakteryzuje się dużymi różnicami temperatur. U podnóża pasma Zigalga klimat jest kontynentalny, a na szczytach subarktyczny.
Park Narodowy „Zigalga” znajduje się na południowy zachód od Parku Narodowego „Ziuratkul” i w pobliżu Rezerwatu Południowouralskiego.